# Hénaménil
Hénaménil je francouzská obec v departementu Meurthe-et-Moselle v regionu Grand Est. V roce 2013 zde žilo 160 obyvatel.

## Geografie
Sousední obce jsou: Bathelémont, Bauzemont, Bures, Crion, Laneuveville-aux-Bois a Parroy.
Přes území obce prochází vodní kanál Marna-Rýn.

## Vývoj počtu obyvatel
Počet obyvatel